# 風船飛ばし
風船飛ばし（ふうせんとばし）とは、ヘリウムガスなどの浮揚ガスを注入した大量のゴム風船を大空に飛ばす行為や演出のこと。1990年代後半以降はゴム風船のほか、紙をはじめ水溶性や生分解性のフィルムで作られた風船でも行われることが多い。バルーンリリース（balloon release）ともいう。また、風船放天、飛翔風船、バルーンラウンチ（balloon launch）などとも呼ばれることがある。

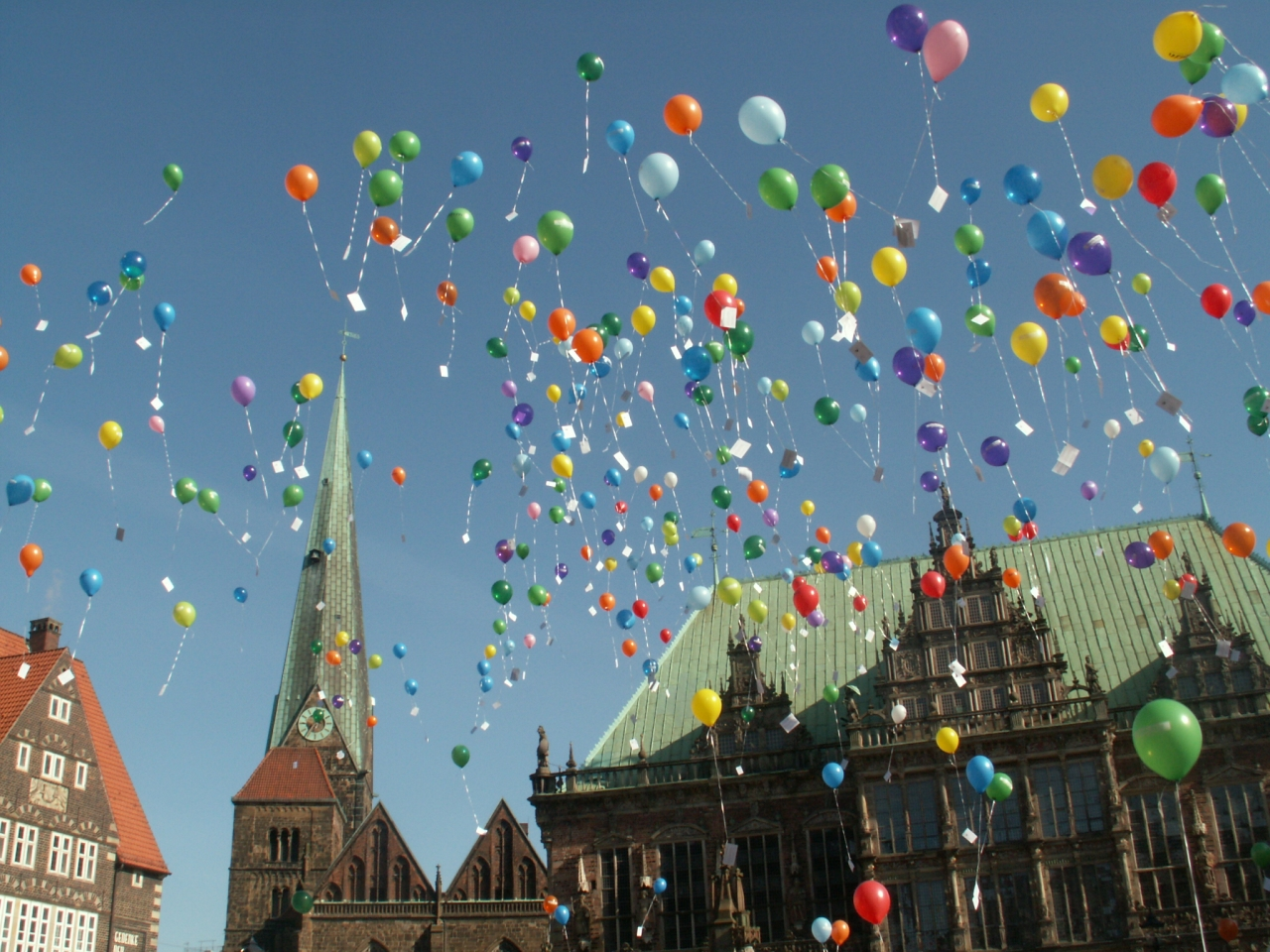
ドイツブレーメンの市場での風船飛ばしイベント（2009年）

## 風船飛ばしの効果
大空を使った視覚的な演出であり、映像に収められるシーンは洋の東西を問わず数知れない。日本では結婚式や運動会などの祝祭や、人権・福祉の啓発イベントやパレード、公共事業などの完成祝賀行事や博覧会などの演出で行われることも多い。
風船には草花の種や手紙を付けて飛ばすこともある。特に差出人の連絡先を書いた手紙を付けて飛ばした風船は、さながらバルーン競技のようでもあり、手紙を拾った人が返信することで、風船の到達距離に驚くとともに無縁だった人との心のつながりが生まれ、物品が毎年届くような長い縁になることも少なくない。
この風船によってもたらされる縁は、上空の風の吹き方のほか手紙の落下した場所にも依存し、さらには手紙を拾った人が返信をする行為の有無にも左右される。だが、日本は地理的に偏西風の影響を受けることが多く、関西（たとえば神戸）で飛ばした風船が東方に流され関東地方に落ちることは少なくないが、その逆はなかなか起こりにくい。
一般に雨天時の風船飛ばしは風船が雨粒などの重さで落下することが多く、また荒天時のイベントも不向きな場合が多い。

### 小学校の運動会での記念種目としての例
さいたま市立大宮別所小学校では、2013年6月1日に行われた運動会で、当小学校の創立40周年記念種目として、小学校の児童と翌年入学する地元の幼稚園・保育園の年長の児童の計900人が、将来の夢や自分の思い、名前を書いた風船を飛ばした。その日は南風が吹いていたため、風船の多くが北方向へ飛んでいった。
風船には、大宮別所小学校への連絡先（電話番号、郵便番号、住所、Eメールアドレスなど）が記載されていたため、風船を拾った人たちからのメッセージが運動会後に相次いで小学校へ送られてきた。
風船が拾われた地域の多くは、埼玉県内の大宮別所小学校よりも北側の上尾市、桶川市、北本市、鴻巣市、加須市、行田市、熊谷市、東松山市、吉見町などで拾われたことが、拾った人たちからのメッセージにより分かった。
また、遠距離まで飛んでいった児童の風船は埼玉県を越えて、約50キロ離れた茨城県、栃木県、群馬県(伊勢崎市、太田市、前橋市)の3県のそれぞれの南部にまで到達したことが分かった。
風船を拾った人からのメッセージには、将来の夢を書いた児童へ、夢の実現やこれからの学校生活を励ます応援メッセージや、この風船を拾って自分自身の心が温まったというメッセージが書かれていた。
拾った人の中には、児童の飛ばした風船を、記念として児童自身で持っていられるように、上記の応援メッセージを添えて、風船を大宮別所小学校に返送した人もいる。

## アトラクションとしてのバルーンリリース
結婚式などの儀式（セレモニー）やイベントの演出効果的な風船飛ばしはバルーンリリースと呼ばれることが多い。
大量の風船飛ばしの行為は、イベント参加者がそれぞれ風船を手放して飛ばす場合もあるが、多くのイベント参加者が演出作業に介在せずイベントの進行の流れのままに、一部のイベント関係者の一手によりタイミングに合わせて一斉に風船が飛ばされることが多い。
そのような風船飛ばしの場合、上方に全開できる大きい箱の中に、あらかじめ大量の風船を仕込み、タイミングに合わせて箱を開けて風船を飛ばす演出のほか、大きいバルーン用ネット（網）に大量に風船を仕込み、タイミングに合わせて網をほどき開き風船を飛ばす演出が行われる。網には球体の丸ネットやアーチ状に形づくることのできるチューブネット。バルーンアートを意識した設計された網の中に大量のヘリウム風船を入れてタイミングに合わせて網を開き、バルーンリリースをするバルーンアートリリースなどがある。
また、このような基本的な一斉放出のバルーンリリースのほか、大きいゴム風船の中に多数の小さい風船を仕込んで、針を刺して小さい風船を飛び散らせるスパークバルーンや人が入るほどの大きさのビッグバルーンに人や物とともにヘリウム風船を入れて、バルーンの解放とともにヘリウム風船を空に飛ばす演出も、広義のバルーンリリースといえる。

## 歴史
日本では、明治期にはすでに輸入されたゴム風船に水素ガスや石炭ガスなどを注入し、イベントで数十あるいは数百個単位の風船飛ばしも行われ、昭和初期には大型百貨店の落成イベントでも行われたが、その頃は「風船上げ」と呼ばれていた。
第二次世界大戦前後には天然ゴムも軍需品としてゴム風船の製造も禁止され風習が途絶えた。戦後ゴム風船の製造が許可されると高度経済成長とともに祭事やイベントで再び全国各地で頻繁に風船飛ばしが行われたが、水素ガスによる爆発事故も少なくなかった。
日本では1987年11月に岡山県倉敷市の祭りのイベントで大量の風船飛ばし用の水素入りゴム風船が、ガス注入関係者のたばこの火で引火爆発した事故以降、業界のヘリウムガス使用の徹底が行われたこともあり、全国に知られる水素入り風船による爆発事故は発生していない。

一方、世界記録のギネスブックの風船飛ばしの記録は1970年代は10万個台前半の数量であったが、1980年代半ばには30万個台から一気に140万個を超え、その記録競争の過程の中で日本では1984年11月に東京新宿副都心で企業商品のPRイベントで38万4800個が飛ばされたことがある。
しかし後に、死んだウミガメの胃からゴム風船が出てきたことなどをきっかけに生物・環境保護団体から風船飛ばしの行為が批判を浴びることになる。日本でも1990年代初頭に全国規模で風船飛ばしの自粛が起きたことがきっかけとなり、自然環境に配慮した風船飛ばしに適した新素材の風船の開発が続々と進み市場に出回っているが、一部の業者により現在もゴム風船が「環境にやさしい」、「土にかえる」というPRのもと「エコ風船」と称して使われ続けている。

日本ではかつては国家的規模の演出で1964年東京オリンピックで1万個、1972年札幌オリンピックでも1万5千個しかゴム風船が飛ばされていないが、2008年～2009年の夏にかけて東京都内で夜に行われた1アーティストのコンサートの演出で1回に5万個のゴム風船による風船飛ばしが連日行われ、ゴム風船の一部が周辺地域に落下し問題を起こしている。
近年は日本の結婚式において、バルーンウエディングに加え貸し切り型のハウスウエディングやガーデンウエディングの普及に伴い、バルーンリリースの演出が急増している。
結婚式だけでなく、葬儀でのバルーンリリースも見られ、中には、遺灰を風船で飛ばして上空で破裂させることにより散骨するという「バルーン葬」というものも現れた。

## エコロジーを意識した風船について
1990年代初頭の日本国内の風船飛ばしの自粛の動きにより、自然環境に配慮した風船飛ばしに適した新素材の風船の開発が続々と進んだ。
1998年の長野冬季オリンピックの開会式典で飛ばされた風船工房「匠」の紙にポリビニルアルコール（PVA）を配合した「ハト風船」をはじめ、同様に紙製のヘイワ原紙の「エコ風船」や日本通酸の「エコバルーン」、ポリオレフィン樹脂に部分生分解性プラスチック（TDPA）を配合して作られた「エコロヴィー」、オブラート製で水に溶ける「オブラート風船」やそれに草花の種が封入された夢ふうせんの「フラワーメール」など様々な環境に配慮した風船が市販されており、東京の増上寺で大晦日のカウントダウンで飛ばされるオブラート風船は毎年恒例になっている。
そのほか環境に配慮した石けん水とヘリウムガスで浮揚性の微細の泡を発生させ、空中に大きなロゴの形の泡を飛ばすフロゴ(Flogo)といわれる演出用アトラクション装置が登場している。

## ゴム風船による風船飛ばしについて

### 日本における状況
日本バルーン協会は、野外で放すための風船はゴム風船等の自然素材の風船を用い、風船も分解しやすい糸や紙紐、紙製のリボンを用いて吹き口を留めるようにする事を推奨している。飛ばす場所については近くに電線や電車の架線などの障害物がないことが望ましい。飛行場周辺での大量の風船飛ばしの行為は飛行機の視界をさえぎる恐れがあり、ノータム情報として全国の空港を管理する成田空港の航空情報センターに届け出る必要がある。（日本では、2007年7月1日から成田空港に存在する国土交通省航空局の航空情報センター（AISセンター）で日本国内の空港のノータム等の航空情報を一元的に管理・発行をしている。）

日本では、ゴム風船による風船飛ばしを行った場合の自然環境や生物環境への影響について、主に日本バルーン協会の「バルーンストーリー」という冊子の記事を基に示しているバルーンショップが多く、2000年代前半にかけてまでは「ゴム風船は天然素材で環境に優しい」「ゴム風船の使用は熱帯雨林の保護と経済の一端を支える」などともPRしてきた経緯がある。
また「ゴム風船が哺乳類や海亀の死亡原因となる説は、学者や研究者の科学的な実証研究により完全に否定されました。」と掲げたり、「1994年3月に、先の環境庁長官は次のようにコメントしています。『環境庁としては、今後ともバルーンリリースを制限する意図はなく、法律で規制することはまったく考えていない。』」という文言を掲げているバルーンショップもある。

一般に知られる知見として「上空8Kmまで上昇した風船は気温-40℃の中で硬化し、気圧の低下により7.3倍に膨張している。その環境下で破裂すると粉々に破裂し地上に落下する。ガスが漏れて破裂せずにそのままの形で落ちても、3,900ha（東京ドームの約834倍）の広さの地域に1個が落ちる計算となり、殆ど人目につかず、生分解により樫の葉が朽ちるのと同程度の速度で消えて無くなる」といわれている。

これらをはじめとする環境への影響の根拠となる資料は、アメリカのインターネット上のバルーン協議会(The Balloon Council)のD. Kバーチェット(全国バルーンアート協会・環境委員会テクニカルアドバイザー)による資料からの引用と日本国内の独自の2,3の団体の少量のサンプリング数・短期間の調査の資料によるものである。

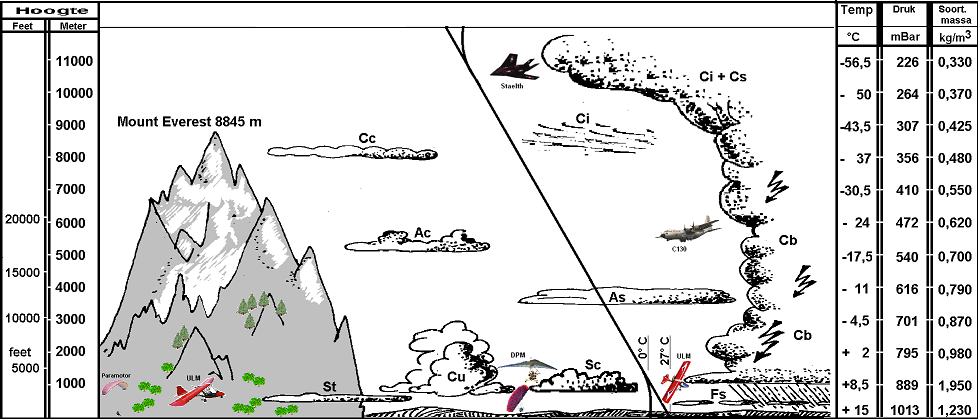
対流圏の標準大気における気温、気圧、大気圧のグラフ。対流圏内では1000m上昇する毎に約6.5℃気温が低下する気温減率があることが知られている。

この環境調査に於いて高度約8000m（5マイル、28000フィート、標準大気では気圧約350hPa）まで約1時間半をかけて多くのゴム風船が上昇すると記されている。
しかし一方で、日本のあるテレビ番組が実際に行ったヘリコプターによる追跡実験では標高10mから飛ばし約30分後の高度約3100m(同、気圧約700hPa)で破裂した。
別の1999年に神戸市で行われた風船飛ばしによる大気汚染調査の予備実験で、飛ばす予定の半径16cm台の12インチ風船のうち5個の体積を3割増やすと全て破裂したことから、気圧の関係から破裂するとみられる気圧(650hPa)よりさらに低い、高度4000m(約600hPa)では風船の多くが破裂するだろうと推測。約130個が放球され、発見された風船20個のうち少なくとも7個は割れずに見つかっている。

また資料にあるスパゲッティ状になったゴム片は玩具用ゴム風船ではなく、球状に作られている気象観測用ゴム気球(Weather balloon)であることや、高度約8000mでは気温が-40℃にもなりゴム風船が粉々になるという説の一方で、日本のテレビ番組の-41℃の冷凍倉庫でのゴム風船の実験ではゴムの伸縮性が弱くなり、針を刺しても破裂音もせず穴があくだけで、膨らました風船の口を開けても風船がしぼまない結果になっている。

そのほか野生生物への影響についての研究では、最新の研究でも1990年代半ばで止っている。だが動物生体調査は海亀や海鳥、水鳥など、漠然とした種の調査にとどまっていることや、比重が軽いため水上に浮くゴム風船の誤飲の調査を海中の海草を主食とするジュゴンに対し行う一方で、誤飲の可能性が高いと考えられるクラゲを主食とするオサガメに対する十分な調査が行われていないなど、野生生物に対する安全性の実証になお不十分な点も見受けられる。

### 欧米における状況
アメリカ、イギリス、オーストラリア、シンガポールなどの国や州・都市では24時間以内の商業的な風船飛ばし行為の数量規制や罰則の条例がもうけられている。
中でもイギリスでは、バルーン業界が企画し学校・慈善イベント向けに地元企業からイベントスポンサーを募り、参加者のチケット販売などで収益を上げるバルーンレース(balloon races)が普及しているが、このような団体の資金獲得型バルーンレースの行為にecoスクールに認定された小学校が反対を表明。一方でイギリス王立の海洋保全団体(MCS)の1990年代後半から現在まで継続的に調査が行われている海岸清掃の結果で漂着ごみ としてのゴム風船が10年で3倍にも増えたとする調査結果とともに生物学者が風船飛ばしの行為に反対する声明を発表。国家規模で風船飛ばしの反対を呼びかける「Don't Let Go Campaign leaflet」というパンフレットまで制作されるなど大きな影響が出てきている。

また生物・環境保護団体やその関連団体も、ウミガメ、クジラ、イルカなどの海棲生物や野鳥や海鳥、ペンギンなどの野生生物への誤飲やヒナに親鳥が与える影響、景観美化などの影響から、特にゴム風船による大量の風船飛ばしの行為に反対を唱えており、2009年にはカナダ・トロント大などの研究グループの調査で、死体で見つかった多くのオサガメの4割で人工のゴミが見つかり、またゴム風船なども多く出てきている調査報告がある。
なおオーストラリアでは捕獲したアカウミガメの死んだ稚カメの体内からゴム風船が見つかっているが、アカウミガメの産卵地は日本国内にもあるなど、日本も看過のできない調査結果が出てきている。
これらの風船飛ばしの反対の動きに対し、各バルーン協会は反発をしているが、イギリスのバルーン協会(NABAS)では「小規模の風船飛ばしのイベントにまでバルーン業者が関わるべきでないが、バルーン業者が介在しない一般個人や団体が行う行為は環境保護の観点からも1000個程度にとどめるべき」というバルーンリリースの指針を示している。
ゴム風船による風船飛ばしは欧米の様々なレポートにより、全体の5～10％が原形をとどめた状態で地上や海に落下するほか、ゴム風船の劣化には6か月、海水で分解するのに12か月を要することがあり、ある年は世界では6万個程度のゴム風船が海岸部に打ち寄せたというレポートもある。
英語圏では現在では多くの野生生物環境団体の英語で書かれたインターネットのホームページにより「風船飛ばしは弊害もある」ことが掲載されており、それらの情報は民間にも少なからず知られている。
欧米では盛んな風船飛ばしの弊害の情報が、日本で顕在化していないのは、日本人に英語を理解できる人が多いわけではないことが大きく影響しているとともに、日本国内のマスコミも積極的に問題を取り上げてこなかったことも一因とみられる。
2020年、アメリカ カリフォルニア州ベンチュラ市にて、サイエントロジー（新興宗教）の教会オープニング式典で数百個の風船を飛ばしを実施した。これに対してベンチュラ市の市長は、「環境保護を主張している教会が、その環境を傷つける風船を飛ばすとは、正真正銘の偽善だ」として批判したため、後日、教会側が市議会で謝罪することがあった。

## 風船飛ばしの類似事象
プロ野球の応援で飛ばすジェット風船は浮揚ガスがなくても、空気の抜けるときの推進力で上に飛ばすことができる。また高層気象観測のために大きいゴム気球で飛ばされる気象観測装置はラジオゾンデやレーウィンゾンデといわれ、熱気球を飛行する直前などに飛ばして上空の風の流れを読むゴム風船はパイロットバルーンといわれる。
地域の伝統的行事では日本の秋田県仙北市（西木町上桧木内）で行われる紙製の紙風船を灯火をつけて飛ばす紙風船上げや、アジア（中国、タイ、台湾など）の祝祭行事に紙製の熱気球も飛ばされることがある。そのほか国交のない国向けにビニール製の巨大な風船にメッセージ性の高い大量のビラを付けて飛ばす行為も俗にいわれることがある。

## 風船飛ばしが引き起こした重大な事故
風船飛ばしがもたらす被害の内最も有名なのが、1986年にアメリカ・オハイオ州クリーブランドで発生した事故によるものである。飛ばされた風船の数の膨大さはもちろん、環境への影響のみならず人間の生活そのものに間接的・直接的な被害を生じさせた点で、かなり規模の大きい事件となっている。
1986年9月27日（土曜日）、アメリカ合衆国オハイオ州クリーブランドで、非営利団体ユナイテッドウェイ・オブ・クリーブランド（United Way of Cleveland）の主催者が募金活動を目的として「バルーンフェスタ'86」と称したイベントを開催し、風船飛ばしのギネス記録への挑戦として、約150万個(厳密な個数は142万9643個)もの膨大な数の風船を飛ばしたが、膨大な数の風船が風に煽られたことで広範囲にわたって空を埋め尽くし、更に地上へと落下していったことで、周辺地域の内外に様々な被害が引き起こされる事態に発展した。

### 事の顛末
当日は暴風雨が接近していたことが判明していたものの、嵐の到来前に早めに風船を飛ばすという決断が下されており、イベントは中止されなかった。予定通りイベントが開始されたものの、風船が放出された直後の現地午後1時50分頃から五大湖方面から吹き始めた嵐により、膨大な数の風船が風に煽られて流されてしまった。
このイベントに用いられたのはラテックス風船であり、通常はしぼむまでにかかる時間が過ぎるまで空気中に留まる。しかし、悪天候が接近する中で放出したことで冷たい空気と雨の前線に衝突した結果、しぼむことなく地面に向かって落下した。こうした要因により、広範囲の海、空、湖、空港などの施設を始めとする町中を莫大な数の膨張した風船が埋め尽くすという一大事に発展し、以下のような多大な悪影響を発生させることとなった。

- 大空を大量の風船が埋め尽くしていたことで空路妨害が生じた。
  - ボートの転覆事故の知らせを受けた湾岸警備隊のヘリの出動及び周辺海域の捜索が難航した末、事故の被災者が死亡。
  - 会場の付近にあったバークレイクフロント空港の滑走路に大量の風船が落下したため、一時的に閉鎖せざるを得なくなった。
- 付近の牧場に大量の風船が落ちたことで牧場の馬が怯えてけがをした。牧場主は団体に対し100,000 ドルの損害賠償を求めて訴訟を起こした(その後、条件非公開で和解した)
- 宙を舞う風船が原因で交通事故が多く発生した。
- イベントの翌日、多くの気球がエリー湖のカナダ側に漂着し、水質汚染を引き起こしたと報告された。

1988年のギネス世界記録は、このイベントを 「142万9643 個の気球が打ち上げられた『史上最大の大量風船放出』という世界記録」として正式に認めているが、この事故を受けて環境への悪影響が明らかなイベントに対しては計測を行わなくなった。

### 日本国内のリンク
- ふうせん飛ばし.com

- 日本バルーン協会
- エコロヴィーバルーン合同会社

### 欧米のバルーン業界系サイト
- BalloonHQ　アメリカのバルーン総合サイト
- Save the balloon(The Balloon Council)　アメリカのバルーン協議会のサイト
- International Balloon association　国際バルーン協会
- NABAS　イギリス・NABASバルーン協会

### 海外の生物・環境保護団体など
- Marine Conservation Society　イギリス王国による海洋保全団体
- Caribbean Conservation Corporationウミガメの生物保護団体